# آيت صليب (تليت)
آيت صليب هو دُوَّار يقع بجماعة إيمي نتليت، إقليم الصويرة، جهة مراكش آسفي في المملكة المغربية. ينتمي الدوّار لمشيخة تليت التي تضم 4 دواوير. يقدر عدد سكانه بـ 769 نسمة حسب الإحصاء الرسمي للسكان والسكنى لسنة 2004.

## وصلات خارجية
- البوابة الوطنية للجماعات الترابية
- المندوبية السامية للتخطيط